# U-268
| U-268                      | U-268                                                          | U-268                                                          |
| -------------------------- | -------------------------------------------------------------- | -------------------------------------------------------------- |
|                            |                                                                |                                                                |
|                            |                                                                |                                                                |
|                            |                                                                |                                                                |
| Під прапором               | Третій Рейх                                                    | Третій Рейх                                                    |
| Спуск на воду              | 9 червня 1942 року                                             | 9 червня 1942 року                                             |
| Виведений зі складу флоту  | 19 лютого 1943 року                                            | 19 лютого 1943 року                                            |
| Сучасний статус            | затоплений                                                     | затоплений                                                     |
| Проєкт                     |                                                                |                                                                |
| Тип ПЧ                     | Торпедний ДПЧ                                                  | Торпедний ДПЧ                                                  |
| Основні характеристики     |                                                                |                                                                |
| Швидкість (надводна)       | 17,7 вузла                                                     | 17,7 вузла                                                     |
| Швидкість (підводна)       | 7,6 вузла                                                      | 7,6 вузла                                                      |
| Робоча глибина занурення   | 100 м                                                          | 100 м                                                          |
| Гранична глибина занурення | 220 м                                                          | 220 м                                                          |
| Екіпаж                     | 44 особи                                                       | 44 особи                                                       |
| Розміри                    |                                                                |                                                                |
| Довжина найбільша (по КВЛ) | 67,1 м                                                         | 67,1 м                                                         |
| Ширина корпусу найб.       | 6,2 м                                                          | 6,2 м                                                          |
| Висота                     | 9,6 м                                                          | 9,6 м                                                          |
| Середня осадка (по КВЛ)    | 4,70 м                                                         | 4,70 м                                                         |
| Водотоннажність надводна   | 769 т                                                          | 769 т                                                          |
| Озброєння                  |                                                                |                                                                |
| Артилерія                  | одна палубна гармата калібру 88-мм, одна 20-мм зенітна гармата | одна палубна гармата калібру 88-мм, одна 20-мм зенітна гармата |
| Торпедно- мінне озброєння  | 4 носових і один кормовий ТА. 14 торпед або 26 мін             | 4 носових і один кормовий ТА. 14 торпед або 26 мін             |

U-268 — німецький підводний човен типу VIIC, часів Другої світової війни.
Замовлення на будівництво човна було віддане 20 січня 1941 року. Човен був закладений на верфі суднобудівної компанії «Bremer Vulkan-Vegesacker Werft» у місті Бремен-Вегесак 4 вересня 1941 року під заводським номером 33, спущений на воду 9 червня 1942 року, 29 липня 1942 року увійшов до складу 8-ї флотилії. Також під час служби входив до складу 1-ї флотилії. Єдиним командиром човна був оберлейтенант-цур-зее Ернст Гейдеманн.
Човен здійснив 1 бойовий похід, у якому потопив 1 корабель і 3 десантні судна, які він перевозив.
Потоплений 19 лютого 1943 року у Біскайській затоці західніше Сен-Назер (47°03′ пн. ш. 05°56′ зх. д. / 47.050° пн. ш. 5.933° зх. д.) глибинними бомбами британського бомбардувальника «Веллінгтон». Усі 44 члени екіпажу загинули.

## Потоплені та пошкоджені кораблі[3]
| Назва    | Тип            | Належність | Дата          | Тоннаж (БРТ) | Вантаж                                        | Статус    | Місце                                                       |
| Vestfold | Вантажне судно | Панама     | 17 січня 1943 | 14 547       | 17 386 т палива та 3 десантні судна на палубі | потоплено | 61°25′ пн. ш. 26°12′ зх. д. / 61.417° пн. ш. 26.200° зх. д. |